# Chlosyne janais
Chlosyne janais är en fjärilsart som beskrevs av Dru Drury 1782. Chlosyne janais ingår i släktet Chlosyne och familjen praktfjärilar. Inga underarter finns listade i Catalogue of Life.

## Bildgalleri

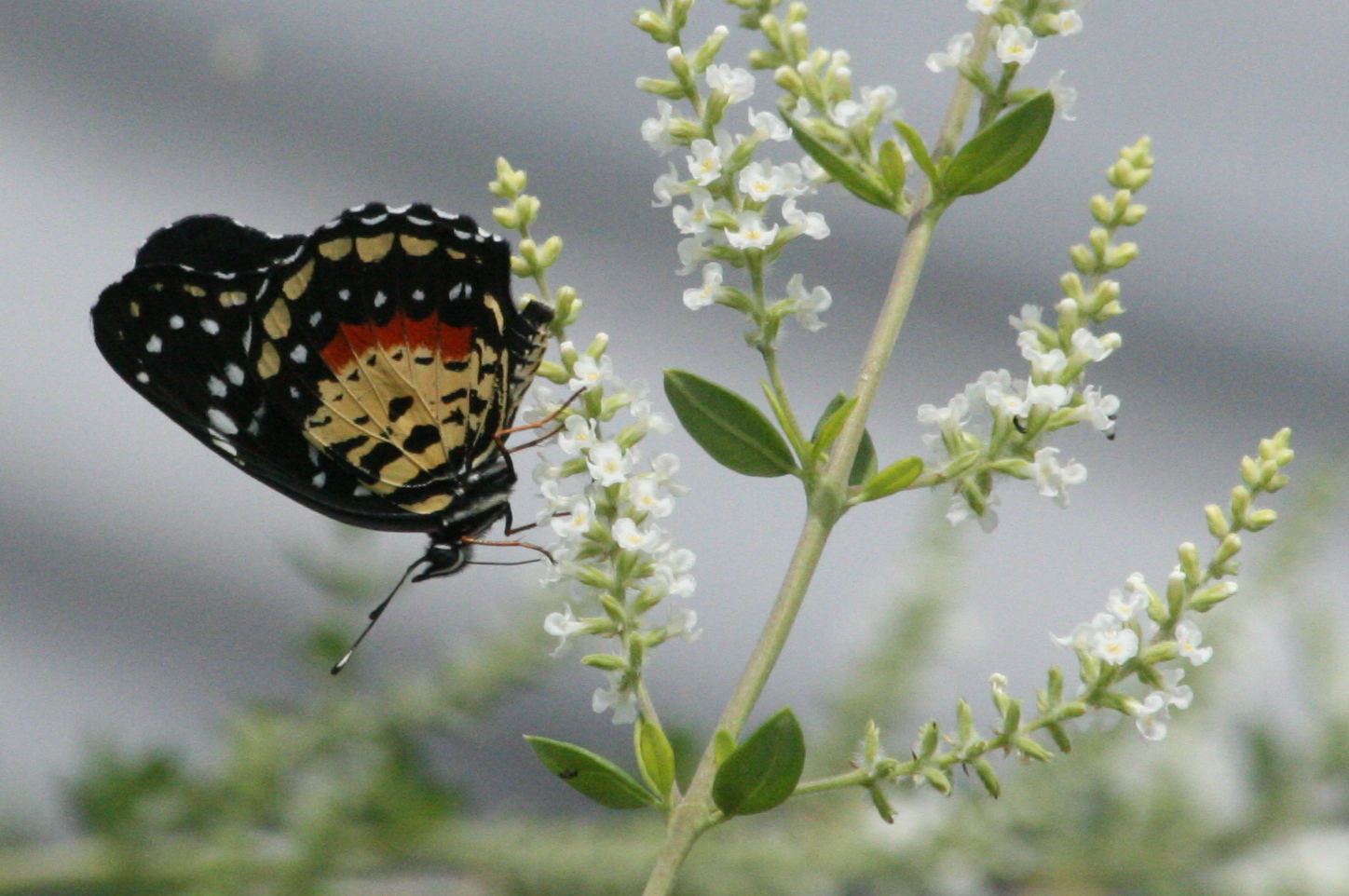